# Daniele Comboni
Daniele Comboni (* 15. März 1831 in Limone sul Garda, Italien; † 10. Oktober 1881 in Khartum, Sudan) war ein katholischer Bischof, Missionar und Ordensgründer. Er wurde 1996 seliggesprochen, die Heiligsprechung erfolgte im Oktober 2003.

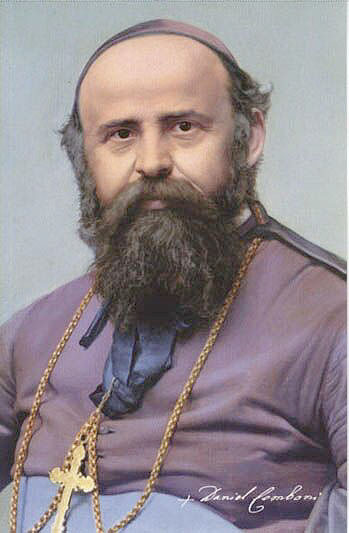
Daniele Comboni

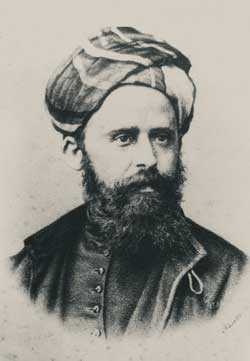
Comboni im Jahr 1873

Liturgischer Gedenktag ist der Todestag, der 10. Oktober.

## Leben
Daniele Comboni wuchs in einer armen Bauernfamilie auf. Er war das einzige von acht Kindern, das die Kindheit überlebte. Er ging nach Verona und studierte dort an einem von Nicola Mazza gegründeten Institut. Er wurde 1854 zum Priester geweiht und reiste drei Jahre später mit fünf anderen Missionaren des Mazza-Instituts nach Afrika. Das Mazza-Institut war eine vor allem von Österreichern und Deutschen getragene Missionsgesellschaft, geleitet vom slowenischen Priester Ignacij Knoblehar (Ignaz Knoblecher) und nach dessen Tod 1858 vom Bamberger Priester Matthäus Kirchner.
Nach einer fünfmonatigen Reise erreichten die Missionare ihr Ziel Khartum im Sudan. Die meisten seiner Mitbrüder kamen dabei ums Leben; dies soll ihn dazu gebracht haben, sein Leben der afrikanischen Bevölkerung zu widmen. 1864 kehrte er nach Italien zurück, um eine neue Strategie für die Missionsarbeit zu entwickeln. Er versuchte im Folgenden, in ganz Europa für sein Projekt Unterstützung einzuwerben.
Er gründete 1867 in Verona den Missionsverein vom Guten Hirten und eröffnete noch im selben Jahr die erste Niederlassung in Kairo. 1870 unterrichtete er beim 1. Vatikanischen Konzil Papst Pius IX. von seinen Plänen zur Missionierung Afrikas. 1871 verfasste er eine Ordensregel, 1872 gründete er eine Schwesterngemeinschaft und eine Zeitschrift für die Missionsarbeit in Afrika, die noch heute unter dem Titel Nigrizia erscheint. Auf ihn geht die Wiederbelebung der Missionsarbeit in Zentralafrika zurück. 1873 ging er nach Khartum, 1877 wurde er zum dortigen Bischof ernannt. Vier Jahre später, 1881, erlag Comboni einer Cholera-Erkrankung.
Heute arbeiten rund 3500 Ordensleute und Mitglieder des Säkularinstituts der Comboni-Missionare (MCCJ) in 40 Ländern in Afrika und Mittelamerika.